# Sarrebourg
Sarrebourg là một xã trong vùng Grand Est, thuộc tỉnh Moselle, quận Sarrebourg, tổng Sarrebourg. Tọa độ địa lý của xã là 48° 44' vĩ độ bắc, 07° 03' kinh độ đông. Sarrebourg nằm trên độ cao trung bình là 290 mét trên mực nước biển, có điểm thấp nhất là 244 mét và điểm cao nhất là 325 mét. Xã có diện tích 16.40 km², dân số vào thời điểm 1999 là 13.330 người; mật độ dân số là 813 người/km².

## Các thành phố kết nghĩa
- Saarburg, Đức